# Tomasz Bryl
Tomasz Bryl (ur. 10 czerwca 1983 we Wrocławiu) – polski alpinista i podróżnik, członek Królewskiego Towarzystwa Geograficznego o numerze 1182407.  
Wraz z Ryszardem Pawłowskim 29 listopada 2024 jako pierwszy Polak skompletował „Wulkaniczną Koronę Ziemi”. W trakcie realizacji projektu, 17 stycznia 2024, jako pierwszy Polak, także wraz z Ryszardem Pawłowskim, zdobył Mount Sidley.

## Wejścia na szczyty należące do Wulkanicznej Korony Ziemi
- lipiec 2017, Europa: Elbrus (5642 m n.p.m.)
- lipiec 2017, Afryka: Kilimandżaro (5895 m n.p.m.)
- styczeń 2022, Ameryka Północna: Pico de Orizaba (5636 m n.p.m., północna trasa)
- czerwiec 2022, Azja: Demawend (5610 m n.p.m., przez Bargah-e Sevvom)
- maj 2023, Australia i Oceania: Mount Giluwe (4367 m n.p.m.)[3]
- 17 stycznia 2024, Antarktyda: Mount Sidley (pierwsze polskie wejście)[4][5]
- 29 listopada 2024, Ameryka Południowa: Ojos del Salado (6893 m n.p.m.)[6]

## Dodatkowe informacje
Syn Andrzeja Bryla, doktora nauk społecznych, eksperta w dziedzinie walki w bliskim kontakcie oraz twórcy systemu walki BAS-3. Dyrektor operacyjny w European Security Academy.